# Heerlijkheid Lebach
Lebach was een heerlijkheid binnen het Heilige Roomse Rijk. De heerlijkheid was niet bij een kreits ingedeeld.
Het oude kerkdorp Lebach was de zetel van het gelijknamige vierheren-land. De bezitsverhouding was als volgt:
- 2/7 bij het keurvorstendom Trier
- 2/7 bij Palts-Zweibrücken
- 2/7 bij de heren van Hagen
- 1/7 bij de abdij Fraulautern

Tot de heerlijkheid behoordende dorpen Lebach met Wahlenhof, Hahn, Jabach, Landsweiler, Niedersaubach en Rümelbach met hof.
De heren van Hagen bewoonden het slot Motte en stierven in 1791 uit. Zij werden opgevolgd door de familie de la Haye.
In 1795 werd de heerlijkheid bij Frankrijk ingelijfd. Het Congres van Wenen voegde de voormalige heerlijkheid in 1815 bij Pruisen.